# Józef Blajer
Józef Blajer ps. „Bej“ (ur. 16 stycznia 1920 w Wysokiej, zm. 18 grudnia 2003 w Rzeszowie) – żołnierz polskiego ruchu oporu w czasie II wojny światowej.

## Życiorys
Ukończył Państwowe Gimnazjum im. Henryka Sienkiewicza w Łańcucie. W czerwcu 1940 roku został zaprzysiężony do Związku Walki Zbrojnej. W 1942 roku ukończył kurs podchorążych rezerwy, a dwa lata później został awansowany na podporucznika.
Od 1941 roku był organizatorem i dowódcą drużyny dywersyjnej Komendy Obwodu Łańcut Armii Krajowej, był uczestnikiem większości akcji dywersyjnych przeprowadzonych na terenie obwodu. Od jesieni 1943 roku był oficerem broni oddziału partyzanckiego „Prokop”. Podczas akcji „Burza” był dowódcą drużyny i dowodził atakami na wycofujące się oddziały niemieckie. Odznaczony Krzyżem Walecznych.
Pod koniec sierpnia 1944 roku został aresztowany przez milicję w Łańcucie, przesłuchiwany przez NKWD, więziony w Łańcucie i na zamku w Rzeszowie. Na początku listopada 1944 roku przeniesiony do obozu w Bakończycach, następnie internowany w łagrach Jegolsk-Borowicze. W marcu 1946 roku powrócił do Wysokiej i zaangażował się w działalność Zrzeszenia Wolność i Niezawisłość. 30 czerwca 1949 roku ponownie aresztowany przez UB i więziony w Łańcucie i na zamku w Rzeszowie. 9 listopada 1949 roku skazany wyrokiem Rejonowego Sądu Wojskowego w Rzeszowie na karę 6 lat więzienia. Od marca 1950 roku więziony w Przemyślu, od sierpnia we Wronkach, a od października w obozie pracy w Potulicach. We wrześniu 1951 roku przeniesiony do obozu pracy w Rusku, w kopalni gliny ogniotrwałej. Zwolniony w lipcu 1953 roku.
W latach 1953−1955 mieszkał i pracował w Krakowie, a od 1955 roku w Rzeszowie. Pracował najpierw w Łańcuckiej Fabryce Śrub, a od początku lat sześćdziesiątych w Wojewódzkim Zrzeszeniu Przedsiębiorstw Gospodarki Komunalnej i Mieszkaniowej. W 1980 roku przeszedł na przedwczesną emeryturę.
Zostawił po sobie obszerne wspomnienia z okresu konspiracji i uwięzienia.